# ラビッツ (企業)
合同会社ラビッツは、名古屋市中区に本社を置く、Webメディアを運営する日本の企業。

## 概要
現在は、中古車売買から不動産賃貸業まで行う。
- WEBメディアの運営・企画
  - 中古車売買メディア「パンダ店長が教える車買取・中古車購入バイブル」
  - 不動産売買の情報メディア「不動産売却の教科書」
  - あなたの生活を支える「おすすめ」がわかる情報サイト「MY CATALOGUE」
- 広告代理店業（Yahoo正規代理店）
- 中古車売買
- 不動産賃貸業
- コンサルティング業（生活関連及びWEB）

## 沿革
- 2016年8月 - メディア運営を個人事業で開始
- 2017年2月 - 合同会社ラビッツを愛知県名古屋市に設立
- 2019年2月 - アーク証券栄ビルを営業拠点
- 2020年2月 - 営業拠点をGS栄ビルに移転
- 2020年3月 - 転職メディア「CAREER RULES」を株式会社ソウルドアウトへ事業譲渡
- 2020年4月 - 古物商許可証（愛知公安委員会　第541182000600号）を取得、中古車売買を開始
- 2020年12月 - Yahoo正規代理店に認定
- 2022年6月 - おすすめがわかる情報サイト「MY CATALOGUE」をリリース